# Осима, Нагиса
Нагиса Осима (яп. 大島渚; 31 марта 1932 года, Киото — 15 января 2013 года, Фудзисава) — японский кинорежиссёр, сценарист, актёр.

## Биография
Нагиса Осима родился в Киото 31 марта 1932 года в семье гражданского служащего, в 1954 году окончил Киотский университет, где изучал политическую историю. Во время учёбы он участвовал в студенческом движении левого толка, из-за чего после окончания университета не мог найти работу. От отчаяния он решил пройти вступительные испытания на студии Shochiku и в итоге получил должность ассистента режиссёра, здесь же в 1959 году снял свой первый фильм. Параллельно с 1956 года занимался кинокритикой, редактировал журнал о кино Eiga hihyo. К началу 1960-х годов Осима получил известность как один из лидеров и основоположников так называемой «японской новой волны» (Nūberu bāgu, сам он отвергал этот термин), поднимая в своих фильмах проблемы японской молодёжи и критикуя послевоенное японское общество (один из ярких примеров — «История жестокой юности», 1960).
После того, как его четвёртый фильм, «Ночь и туман в Японии» (1960), посвященный разобщённости японского левого движения, был снят студией с проката всего через три дня после выхода (под предлогом, что в свете недавнего убийства ультранационалистом лидера Социалистической партии Японии Инэдзиро Асанума лента «может спровоцировать волнения»), Осима покинул Shochiku и основал собственную компанию Sozosha. Уже в своем первом независимом фильме, «Содержание скотины» (1961), снятом по рассказу Кэндзабуро Оэ, Осима начал исследование расизма и жестокости (коллективной или индивидуальной), которое продолжал на протяжении всего десятилетия. Одной из вершин этого исследования стала авангардная лента «Смертная казнь через повешение» (1968), показанная во внеконкурсной программе Каннского кинофестиваля и принёсшая режиссёру определённую известность на Западе.
В 1973 году Sozosha была распущена, а спустя два года была основана студия Oshima Productions, на которой в 1976 году Осима снял свой, пожалуй, самый известный фильм — «Империя чувств», представляющий собой своеобразную комбинацию искусства и порнографии. В этой картине режиссёр вновь обратился к теме «секс и политика», которая поднималась в ряде его ранних фильмов. В последующие годы Осима поучаствовал ещё в нескольких международных проектах — снял такие фильмы, как «Империя страсти» (1978), военная драма «Счастливого Рождества, мистер Лоуренс» (1983) и сатирическая лента «Макс, моя любовь» (1986). Последняя была плохо принята критикой, из-за чего режиссёр на много лет ушел из кино, работая в основном на телевидении.
Осима был женат на актрисе Акико Кояме, имел двух сыновей.

## Фильмография
- 1959 — Улица любви и надежды / 愛と希望の街
- 1960 — История жестокой юности / 青春残酷物語
- 1960 — Кладбище солнца / 明日の太陽
- 1960 — Ночь и туман в Японии / 日本の夜と霧
- 1961 — Содержание скотины / 飼育
- 1962 — Восстание христиан / 天草四郎時貞
- 1963 — Первое приключение ребёнка / 小さな冒険旅行
- 1965 — Удовольствия плоти / 悦楽
- 1965 — Дневник Юнбоги / ユンボギの日記
- 1966 — Насилие в полдень / 白昼の通り魔
- 1967 — Военное искусство Ниндзя. Альбом / 忍者武芸帖
- 1967 — Исследование непристойных японских песен / 日本春歌考
- 1967 — Лето в Японии: двойное самоубийство / 無理心中 日本の夏
- 1968 — Смертная казнь через повешение / 絞死刑
- 1968 — Возвращение троих пьяниц / 帰ってきたヨッパライ
- 1969 — Дневник вора из Синдзюку / 新宿泥棒日記
- 1969 — Мальчик / 少年
- 1970 — История, рассказанная после Токийской войны / 東京戦争戦後秘話
- 1971 — Церемония / 儀式
- 1972 — Летняя сестра / 夏の妹
- 1975 — Цусимская битва / The Battle of Tsushima
- 1976 — Империя чувств / 愛のコリーダ
- 1978 — Империя страсти / 愛の亡霊
- 1983 — Счастливого Рождества, мистер Лоуренс / 戦場のメリークリスマス
- 1986 — Макс, моя любовь / マックス、モン・アムール
- 1991 — Киото, родина моей матери / Kyoto, My Mother’s Place
- 1994 — 100 лет японскому кино / 100 Years of Japanese Cinema
- 1999 — Табу / 御法度

## Премии и награды
- Приз за лучшую режиссуру Каннского кинофестиваля (1978)

## Сочинения
- Sengo eiga: Hakai to sozo [Postwar Film: Destruction and Creation]. — Tokyo, 1963.
- Taikenteki sengo eizo ron [A Theory of the Postwar Image Based on Personal Experience]. — Tokyo, 1975.
- Ecrits (1956—1978): Dissolution et jaillissement / translated by Jean-Paul Le Pape. — Paris, 1980.
- Cinema, Censorship, and the State : The Writings of Nagisa Oshima, 1956—1978 / edited and with an introduction by Annette Michelson, translated by Dawn Lawson. — Cambridge, Massachusetts, 1992.